# WASP-76
WASP-76 — одиночная звезда в созвездии Рыб. Находится на расстоянии приблизительно 391 светового года (около 120 парсеков) от Солнца. Вокруг звезды обращается, как минимум, одна планета.

## Характеристики
WASP-76 — жёлто-белый карлик спектрального класса F7V. Видимая звёздная величина звезды — +9,5m. Масса — около 1,46 солнечной, радиус — около 1,73 солнечного. Эффективная температура — около 6250 K, металличность звезды оценивается в 0,23.

## Планетная система
В 2013 году у звезды обнаружена планета (WASP-76 b). В атмосферах планет WASP-76 b и WASP-121 b впервые зарегистрировали присутствие паров бария (Ba+). Теперь это самый тяжёлый элемент, следы которого были обнаружены в атмосферах планет за пределами Солнечной системы. Также подтверждено наличие в атмосфере WASP-76 b ионов Ca+, Cr, Fe, H, Li, Mg, Mn, Na и V.

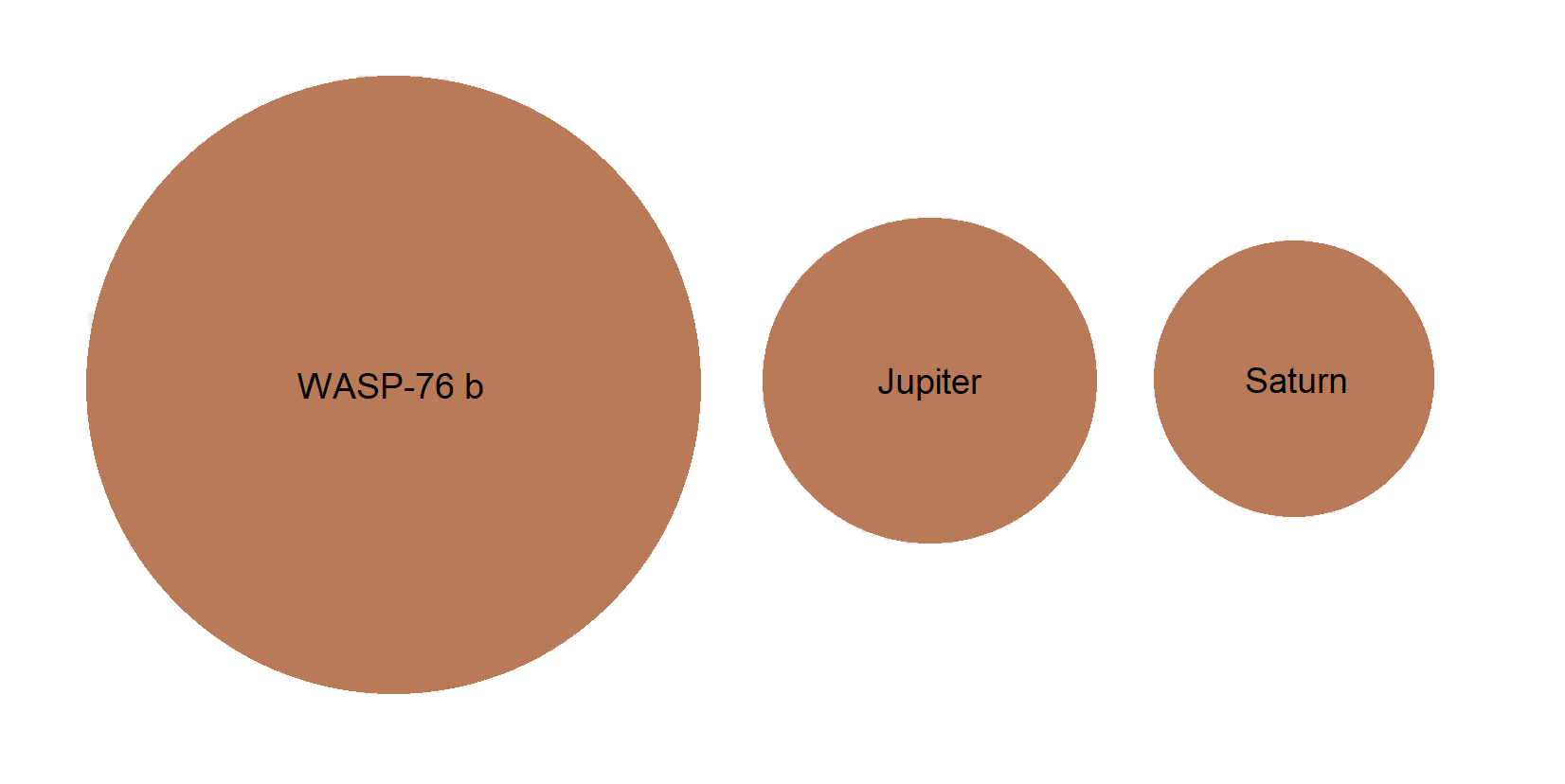
Сравнение размеров WASP-76 b, Юпитера и Сатурна